# Iahtul Nahlin

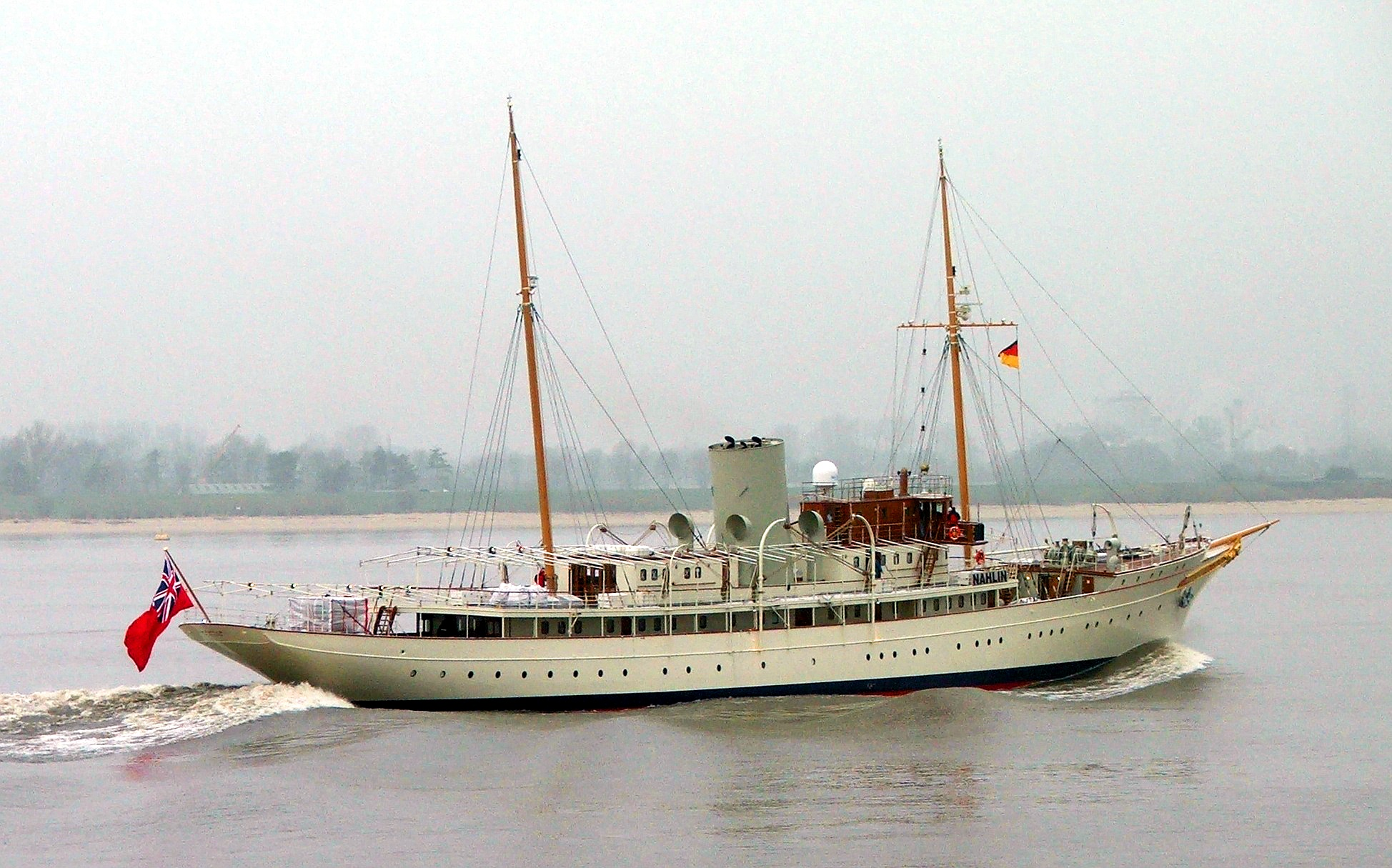
Iahtul Nahlin după restaurare

Iahtul „Nahlin” (fost „Libertatea”, fost „Luceafărul”) este un iaht de lux care a aparținut casei regale române.

Iahtul "Nahlin", a fost proiectat de compania G.L. Watson & Co din Glasgow și construit de șantierul naval John Brown & Co. Ltd din Clydebank, Scoția în anul 1930, la comanda Lady Joule din Anglia. Numele „Nahlin” este de origine indiană nord-americană și înseamnă "iute de picior".
In anul 1934, iahtul Nahlin era considerat unul dintre cele mai mari nave de agrement particulare construite în Anglia.

## Caracteristici
- Lansare la apă: 1930
- Constructor: John Brown & Co. Ltd, Clydebank, Scoția
- Proprietar: Casa Regală a Romaniei
- Lungime: 89,3 m
- Latime: 10,98 m
- Pescaj: 4,42 m
- Viteza: 17,4 Nd
- Propulsie: 2 motoare cu turbine x 2200 CP
- Deplasament: 2107 t
- Pasageri: 351

## Scurt istoric
În primii patru ani de exploatare, iahtul Nahlin navigase pe o distanță de peste 200.000 Mm în jurul insulelor britanice, Marea Baltică, insulele grecești, Oceanul Atlantic, Insulele Canare, Indiile de Vest, pe coasta americană și Golful Mexic.
În Oceanul Pacific au fost vizitate Insulele Galapagos, apoi de la Honolulu pâna în insulele Hawaii, spre nordul insulei Tahiti și Arhipelagul Societății, în Noua Zeelandă și Australia.
În anul 1934, după ce vizitase o bună parte a lumii, iahtul Nahlin este oferit spre închiriere sau vânzare de către proprietar.
A fost cumpărat de la regele Edward al VIII-lea al Marii Britanii, care și-a consumat pe el idila cu Wallis Simpson, care a provocat o criză dinastică ce s-a terminat cu abdicarea regelui.
În anul 1937 Nahlin a fost cumpărat de către Guvernul României condus de Gheorghe Tătărăscu cu suma de 120.000 de lire sterline, a fost botezat Luceafărul și daruit MS Carol al II-lea..
La 18 octombrie 1938, iahtul Luceafarul, găzduiește la Galați o întâlnire între regele Carol al II-lea al României, ministrul de externe al Poloniei colonelul Beck și ministrul de externe român Nicolae Petrescu-Comnen, discuțiile încadrându-se în criza politică postmüncheneză.
Regimul comunist a preluat nava pe 6 ianuarie 1948 și predată Comisiei de inventariere și conservare. Ulterior, după ce au fost înlăturate blazoanele și simbolurile regale, iahtul a fost rebotezat Răsăritul și apoi Libertatea, devenind restaurant și hotel. A fost perla flotei României până în 1950.
A fost vândut în 1999 unei firme britanice cu 265.000 dolari, ca fier vechi, în ciuda faptului că, prin ordinul Ministrului Culturii nr.3041/14 iulie 1998 fusese clasat în categoria "Tezaur". Deși firma britanică s-a angajat că va restaura nava și că va efectua un export temporar, iahtul nu s-a mai intors în țară. 
După cumpărare, numele a fost schimbat din nou în Nahlin (de fapt numele cu care a fost lansată la apă în urmă cu aproape un secol).
Iahtul a fost apoi cumpărat de britanicul William Collier, care a supus-o unei restaurări temeinice. 

În prima etapă, (1999-2005) nava a fost pusă în doc uscat, inspectată amănunțit, evaluată tehnic și curățată, ocazie cu care au fost îndepărtate peste 450 t de deșeuri și materiale contaminate. 

În etapa a doua (2005-2010), a avut loc restaurarea propriu-zisă, cu participarea multor firme de prestigiu. 

În vara anului 2010, iahtul Nahlin a fost reînmatriculat sub pavilion britanic, cu port de ataș Glasgow..
În mai 2010, Nahlin era evaluat la un preț de 200 de ori mai mare.

## Detalii tehnice
Corpul navei este construit din oțel, folosit în mod curent pentru nave de acest fel, are dublu fund, iar corpul este împărțit într-un mare număr de compartimente etanșe.
Iahtul Nahlin este grațios și elegant proporționat. Forma sa clipper se adaugă la efectul plăcut obținut din proiectare.
Bompresul este ornamentat cu o figură ce reprezintă un indian cu coif cu pene și pictat pentru luptă. Bordurile navei sunt proiectate în continuarea acestei figuri.
Pe puntea superioară și pe puntea principală, se află castelul navei, cabinele așezate în șir și o punte de promenadă. Aproape de puntea din pupa se aflau alte cabine. Înfățișarea de iaht era, de asemenea, sugerată, de marele coș de fum de formă eliptică.
Nahlin era echipat cu unele dintre cele mai moderne instalații produse de compania Sperry Gyroscop: giroscopul asigurând un control mecanic al direcției de înaintare, un sistem care indica gradul de înclinare al navei și reflectoare Sperry.
Nava era echipată cu o instalație de 1,2 kw și cu un aparat de menținere a direcției. Fiind proiectat pentru croaziere lungi, Nahlin era prevăzut cu o mare capacitate de stocare, incluzând compartimente de congelare.
Echipamentul de propulsie al iahtului era alcătuit din două seturi de turbine Brown-Curtis, cu simplă reducție. Acest tip de propulsie, ales pentru lipsa de zgomot și vibrații și-a dovedit pe deplin eficacitatea în timpul croazierelor.
Compartimentul generator de aburi consta din două instalații principale de încălzire cu trei compartimente, prevăzute cu supraîncalzire și adaptate la consumul de motorină. Pentru nevoia de abur, pentru serviciile auxiliare și bucătărie, erau instalate două mari încălzitoare verticale.
Curentul electric era asigurat de două generatoare acționate cu abur și se putea stoca în baterii de acumulatoare situate în tunelul arborelui elicelor.
Iahtul Nahlin mai era dotat cu șalupa proprietarului, șalupa echipajului, o șalupă de viteză, două bărci de salvare și două plute de salvare.

## Dotări pentru pasageri
Două apartamente ale proprietarului erau situate la puntea prova. Amenajarea interioară a apartamentului din tribord era în stilul târziu al perioadei William și Mary. Apartamentul corespondent din babord era decorat în stilul Ludovic al XVI-lea, dar mai auster. În apropierea apartamentelor proprietarului se afla o sală de gimnastică, foarte bine echipată. Șase camere pentru oaspeți, decorate în stil Ludovic al XVI-lea, se aflau la pupa navei. Alături erau patru băi ai căror pereți erau îmbrăcați în gresie. Accesul dinspre camerele oaspeților spre holul de intrare de pe puntea principală se făcea printr-o scară în spirală cu o balustradă din bronz. În spatele holului de intrare, la babord, se afla toaleta doamnelor, iar la tribord, o antecameră care ducea la garderobă, decorată de asemenea în stil Ludovic al XVI-lea. În spatele garderobei se afla o largă punte de promenadă. Sufrageria ocupa partea din față a castelului și era decorată în stilul perioadei William și Mary.
La prova se găseau camerele pentru doamne, decorate în stil Adam și apartamentele căpitanului (comandantului navei). În aceeași parte a navei se găseau biblioteca și fumoarul lambrisate cu nuc franțuzesc.
Pe puntea de navigație era o cameră de observație pentru oaspeți cu geamuri mari, glisante de jur împrejur pentru a nu împiedica vederea.

## Dotări pentru echipaj
Dotările pentru echipaj asigurau de asemenea un înalt standard de confort. Pe lângă apartamentele capitanului, șeful electrician și șeful mecanic aveau camerele lor, în spatele punții principale. Ceilalți ofițeri și echipajul erau cazați la pupa și în castelul central.